# 民主社会主義
民主社会主義（みんしゅしゃかいしゅぎ、英: democratic socialism）とは、民主主義の下で社会主義政策を行うという政治思想。社会主義の中で共産主義、マルクス・レーニン主義へ強く反対する社会民主主義の一種。「社会主義は民主主義によってのみ実現され、そして民主主義も社会主義によってのみ達成される」という思想。国際組織である社会主義インターナショナルの指導精神である。第二次世界大戦後、共産主義をファシズムと同種であるとする全体主義論が先進諸国の社会民主主義者の間に受容され、用語として、民主的社会主義は、社会主義を支持しながらも共産主義や権威主義的社会主義に反対する人々によって普及した。
なお、アメリカのバーニー・サンダースも民主社会主義者を自称しているが、このような場合は「民主社会主義」が「社会民主主義の左派」を指す。
イギリスの労働党を中心に唱えられ、1951年の社会主義インターナショナル第1回大会で「社会民主主義は議会制民主主義をブルジョア民主主義と考え、政権掌握の手段とみなしているが、民主社会主義はこれを市民的民主主義と考え、そのうえに立って社会主義の建設をはかろうとする」との主張後に公的イデオロギーとして認められ、その後各国で指導理念とする政党が現れた。イギリスの労働党の他に、西ドイツのドイツ社会民主党があり、かつて存在した日本の民社党も知られていた。　

## 概要
民主的社会主義の起源は、19世紀のユートピア的社会主義思想家やイギリスのチャート主義運動にまで遡ることができ、彼らは、目標は多少異なるものの、民主的な意思決定と生産手段の公的所有という本質を、彼らが提唱する社会の肯定的な特徴として共有していた。イギリスのフェビアン協会が推進した社会主義の進歩的な形態や、ドイツのエドゥアルト・ベルンシュタインの進化的社会主義は、民主的社会主義の発展に影響を与えた。民主的社会主義は、ほとんどの社会主義者が社会主義の概念で理解しているものである。それは非常に広い概念であったり、より限定的な概念であったりするが、民主的であり、権威主義的なマルクス・レーニン主義国家を拒否する社会主義のすべての形態を指す。 民主的社会主義は、リバタリアン社会主義と市場社会主義と革命的社会主義の一形態であり、倫理的社会主義、社会民主主義、国家社会主義とユートピアのいくつかの形態を含む広い運動である。
民主的社会主義は、実際にはより権威主義的または非民主的な体制であると認識されているマルクス・レーニン主義と対照的である。民主的社会主義者は、マルクス・レーニン主義国家で形成された権威主義的な統治形態と中央集権的な経済を拒否する。また、民主的社会主義は第三の道の社会民主主義と区別されている。民主的社会主義者が資本主義から社会主義への経済の制度的変革にコミットしているのに対し、事実上、第三の道は反資本主義の政治的非現実性を認識して、資本主義の論理に従ってシステムを管理するようになったと主張している。一方で、他の人はそれを、理論的には市場社会主義の現代的な形態であると見ている。
また、社会的不平等に対処し、資本主義の経済的矛盾を抑制することを目的とした経済介入主義と同様の政策改革は、矛盾を悪化させるだけであり、矛盾を別の場所で別の装いの下に出現させる原因になると考えている。これらの民主的社会主義者は、資本主義の根本的な問題は本質的に制度的なものであり、資本主義的な生産様式を社会主義的な生産様式に置き換えることによってのみ解決できると信じている。

## 特徴
1. 民主社会主義は、個人の自由な人格の発展を保障する社会の創造を目的とする改革を行う。「『改革』が正しいものかどうかを判断する基準は、諸個人の自由な人格の発展に寄与しているかどうか」である[2]。
2. 民主社会主義は、新自由主義に抵抗する。すなわち、市民社会の活力を生かすことが改革の目的であるとする民主社会主義は、ほとんどの行政府の権限を民営化する新自由主義に抵抗し、国家の中における民間の役割を重視する。ただし民間を国家機構の枠内で利用することではないのである[2]。国家が民間企業を用いて政策を実現するのではなく、国家は市民社会を支えるものだとする。
3. 民主社会主義は、保守改革とは微妙に異なる。保守改革の場合には少数のエリートによる意思決定に合理性があることを重んじて民主主義的な手法を軽んじる傾向があると批判されてきたが[2]、民主社会主義では、より多くの当事者が参加し、判断の選択肢を幅広く取りそろえることに多くのリソースを注ぎ、議論のプロセスを重視する。つまり、時間はかかるけれども、政策形成が拙速にならないように配慮するのである。

## 社会民主主義との関わり
「社会民主主義」という言葉は20世紀初頭の第一次世界大戦勃発と「城内平和」による第二インターナショナル崩壊までは、もともと共産主義、マルクス主義の実践面を指す言葉として使われており、ウラジーミル・レーニンやヨシフ・スターリンらをはじめとするロシア社会民主労働党員も「社会民主主義者」（ソツィアル・デモクラート）を名乗っていた。ロシア社会民主労働党ボリシェヴィキが共産党に改称し、ソビエト連邦と第三インターナショナル（コミンテルン）が国際共産主義運動の中心となって以降、ドイツ社会民主党などを中心に、社会民主主義はマルクス・レーニン主義と距離を取り、修正主義を意味するようになっていった。ただし、修正主義路線に傾いた当初も社会民主主義勢力は理論的にマルクス主義であった。
一方、フェビアン協会など社会改良主義を掲げていた潮流もイギリスやイギリス連邦などその影響下にある諸国を中心に根強くあり、またフランスやイタリアでは労働組合を中心とするサンディカリスムの潮流が力を持ったなど、マルクス・レーニン主義と別路線の社会主義を追求する動きも無視できない大きさを持っていた。
第二次世界大戦後の1951年6月、社会主義インターナショナルが『フランクフルト宣言』で「共産主義はマルクス主義の批判的精神と相容れない偏狭な神学をつくりだした」と批判し、民主社会主義を正式に採択した。日本社会党は社会主義インターナショナルに加盟していたものの、党内には社会主義協会ら戦前の労農派マルクス主義の流れを汲み、マルクス・レーニン主義を是とする社会党左派勢力も存在しており、それに反発する勢力の一部は社会党を離脱して、1960年1月に「民主社会主義」を掲げる民社党を結成した。民社党は「民主社会主義と社会民主主義は違う」と強調していた。
なお、最も代表的な民主社会主義の例は、サルバドール・アジェンデ政権下（1970年 - 1973年）のチリが代表的である。アジェンデ政権は、政治的自由を保障しており、かつ国民による直接選挙によって成立した政権である。
社会民主主義も民主社会主義も共にマルクス・レーニン主義の暴力革命や一党独裁を拒絶して議会制民主主義を支持する。社会民主主義がマルクス主義的な政治思想を内包する概念であるのに対して民主社会主義はマルクス主義的な考えを放棄する概念であり相違する。
現在、先進国の共産党の多くも暴力革命や一党独裁を綱領から放棄しており、社会民主主義との相違が少なくなっているが、現在の社会民主主義政党の多くが議会主義のもと不断の社会改良を通じた平和革命により平等な社会を目指すのに対して、先進国の多くの共産党では議会主義のもと選挙を通じた“体制の変革”を目指す革命を温存している点で相違する。
なお、民主社会主義は社会民主主義と同様に議会主義のもと社会改良を主張するがそれが革命であるとの認識はない。

## 旧東側諸国の民主社会主義
旧来の共産主義の流れを汲むグループが、東西冷戦の終結後、一党独裁との決別を強調するため、民主主義に立脚した社会主義という意味で使う場合がある（例えば東ドイツの支配政党だったドイツ社会主義統一党がベルリンの壁崩壊後に改組した「民主社会党」など）。

## フランスの民主社会主義
フランスでは日本と同様に社会民主主義に修正主義のニュアンスがあったため、民主社会主義が比較的よく使われていた。

## アメリカの民主社会主義
アメリカ上院の無所属議員（民主党系）であるバーニー・サンダースも左派として知られているが、民主社会主義者を自称しており、民主党にはアメリカ民主社会主義者に所属している左派系のグループが存在する。このように場合によっては「民主社会主義」が「社会民主主義の左派」を指す。

## 大韓民国の民主社会主義政党
軍政下の大韓民国（韓国）では、社会民主主義政党も、朝鮮民主主義人民共和国（北朝鮮）と同一視され、弾圧の対象にされた。
軍政下の韓国では、「民主社会主義」政党の存在しか許されず、朴正煕執政期（1961年 - 1979年）の時代には統一社会党、全斗煥政権期（1980年 - 1987年）の時代には、民主社会党・新政社会党のみが存在していた。これらの「民主社会主義」政党は、いずれも反共と反北を標榜しており、必ずしも反共、反北でない社会民主主義政党が結成されるには、1987年の民主化宣言を待たなければならなかった。
結局、民政下の国会で本格的に議席を得たのは2004年の第17代総選挙で、労組母体の民主労働党は第3党に進出した。また与党ウリ党内においても、この選挙で左派が多数当選した。